# Cheick Tidiane Seck
Cheick Tidiane Seck (11 de diciembre de 1953) es un músico maliense, arreglador y compositor. Ha escrito para los famosos africanos (Fela Kuti, Mory Kanté, Salif Keïta, Youssou N'Dour) y jazz (Hank Jones, Dee Dee Bridgewater) bandas así como músico de rock Damon Albarn (Zumo de Cohete & la Luna).

## Discografía
- Mandin Groove (2003)
- Sabaly (2008)
- Guerrier (2013)
- Timbuktu - The Music of Randy Weston (2019)